# 堺山口病院
堺山口病院（さかいやまぐちびょういん）は、 医療法人慈友会が大阪府堺市堺区東湊町に設置する病院。

## 概要
救急告示病院であり、一般病床60床(うちICU2床)を備える。訪問診療・訪問看護・訪問リハビリテーションも行っている。

## 診療科
- 内科[3]
- 外科[3]
- 胃腸科[3]
- 整形外科[3]
- リハビリテーション科[3]
- 麻酔科[3]
- 放射線科[3]

## 医療機関の認定
- 保険医療機関[3]
- 労災保険指定病院[3]
- 生活保護法指定病院(中国残留邦人等の円滑な帰国の促進並びに永住帰国した中国残留邦人等及び特定配偶者の自立の支援に関する法律(平成6年法律第30号)に基づく指定医療機関を含む。)[3]
- 結核指定病院[3]
- 原子爆弾被害者一般疾病医療取扱病院[3]
- 在宅療養支援病院[3]
- 公害医療機関[3]

## 交通アクセス
- 南海本線「堺駅」または南海高野線線「堺東駅」から
  - 南海バス「南循環バス」乗車「高砂町」停留所下車すぐ
- 阪堺電気軌道阪堺線「東湊駅」より徒歩約5分

## 周辺
- 大阪信用金庫東湊支店
- 堺警察署高砂町交番
- 泉州看護専門学校

## 関連施設
- 住宅型有料老人ホーム「ケアメゾン堺さわらび」 - 堺市堺区高砂町3丁77-2